# 미합중국 최후의 날
《미합중국 최후의 날》(영어: Twilight's Last Gleaming)은 서독과 미국이 공동 제작한 로버트 올드리치 감독의 1977년 네오누아르 스릴러 영화이다. 버트 랭커스터 등이 출연하였다. 주로 바바리아 슈투디오에서 촬영되었다.
월터 웨이저의 1971년 소설 〈Viper Three〉에 느슨하게 기반을 두었으며, 미국 공군 대장 로런스 델이 군사 형무소에서 탈출하는 이야기를 그린다.

## 줄거리
군 교도소를 탈출한 전 공군 장성 로렌스 델과 공범인 파월, 가바스, 혹시는 델이 설계에 참여했던 몬태나주 ICBM 단지에 침투한다. 그들의 목표는 9개의 타이탄 핵미사일을 장악하는 것이다. 충동적인 혹시가 울리는 전화를 받으려던 공군 경비병을 총으로 쏴 죽이면서 침투는 계획대로 되지 않는다. 델은 곧 혹시를 쏘아 죽인다. 세 사람은 그 후 미국 정부와 직접 접촉하여 (언론의 관심을 피하면서) 1천만 달러의 몸값을 요구하고 대통령이 전국 TV에 출연하여 최고 기밀 문서의 내용을 공개하도록 요구한다.
현재 대통령은 알지 못하지만 그의 내각 일부 구성원은 알고 있는 이 문서는 미국 정부가 베트남 전쟁에서 현실적인 승리 희망이 없다는 것을 알면서도 소련에게 공산주의를 물리치려는 확고한 의지를 보여주기 위해 계속 싸웠다는 결정적인 증거를 담고 있다.
그 동안 델과 그의 남은 두 부하들은 발사 통제 시스템의 보안 조치를 제거하고 단지에 대한 완전한 통제권을 확보한다.
대통령과 내각이 요구 사항에 동의하는 것의 실제적, 정치적, 개인적, 윤리적 측면을 논의하는 동안, 그들은 또한 군에게 맥켄지 장군이 이끄는 정예 팀을 보내 ICBM 단지에 침투하여 저위력 전술 핵무기로 지휘 센터를 불태우도록 승인한다. 장치가 설치될 무렵, 특공대 팀은 실수로 경보를 울려 델에게 작전을 알린다. 격분한 델은 9개의 미사일 전체에 대한 발사 시퀀스를 시작한다. 군과 스티븐스 대통령이 지하 미사일 사일로 발사 덮개가 열리기 시작하는 것을 지켜보는 동안, 그들은 시도를 중단하기로 동의하고 발사는 단 몇 초를 남기고 중단된다. 이 시간 동안, 잡혀 있던 공군 경비병들은 델과 그의 부하들을 제압하려 시도했고, 그 결과 가바스와 또 다른 경비병이 사망한다.
결국, 대통령은 델과 파월이 단지를 탈출하는 동안 자신을 인질로 잡고 인간 방패로 사용하는 것을 포함한 요구 사항에 동의한다. 대통령은 백악관을 떠나면서 국방부 장관에게 자신이 이 과정에서 사망할 경우 문서를 공개해 달라고 요청한다. 미국 공군 저격수들이 델과 파월을 겨냥해 쏘지만, 실수로 대통령도 쏘게 되고, 대통령은 숨을 거두면서 국방부 장관에게 문서를 공개할 것인지 묻는다. 국방부 장관은 차마 대답할 수 없다.

## 출연진
- 버트 랭커스터
- 리처드 위드마크
- 찰스 더닝
- 멜빈 더글러스
- 조지프 코튼
- 폴 윈필드
- 버트 영
- 리처드 제이컬
- 로스코 리 브라운
- 윌리엄 마셜
- 제럴드 S. 올로플린
- 리프 에릭슨
- 찰스 에이드먼
- 찰스 맥그로
- 윌리엄 스미스
- 사이먼 스콧
- 모건 폴
- 빌 워커
- 에드 비숍
- 돈 펠로스
- 개릭 헤이건
- 존 래천버거
- 셰인 리머
- 앨런 딘 무어
- 비라 마일스 (삭제 장면)

## 기타 제작진
- 배역: 잭 바워
- 미술: 롤프 체헤트바우어
- 의상: 톰 도슨